# هان کی-جو
هان کی-جو (انگلیسی: Han Ki-joo؛ زادهٔ ۲۹ آوریل ۱۹۸۷) بازیکن بیس‌بال اهل کره جنوبی است.